# Těchlovice (Hradec Králové)
Těchlovice é uma comuna checa localizada na região de Hradec Králové, distrito de Hradec Králové‎.